# Szermierka na Igrzyskach Śródziemnomorskich 2005
Szermierka na Igrzyskach Śródziemnomorskich 2005 odbywało się w dniach 25–27 czerwca 2005 roku. Zawodnicy obojga płci rywalizowali łącznie w pięciu konkurencjach w Pabellón de Deportes Máximo Cuervo.

## Podsumowanie

### Klasyfikacja medalowa
| Klasyfikacja medalowa | Klasyfikacja medalowa | Klasyfikacja medalowa | Klasyfikacja medalowa | Klasyfikacja medalowa | Klasyfikacja medalowa |
| Miejsce               | Państwo               | Złoto                 | Srebro                | Brąz                  | Razem                 |
| --------------------- | --------------------- | --------------------- | --------------------- | --------------------- | --------------------- |
| 1                     | Francja               | 3                     | 2                     | 3                     | 8                     |
| 2                     | Włochy                | 2                     | 3                     | 4                     | 9                     |
| 3                     | Hiszpania             | 0                     | 0                     | 3                     | 3                     |
| Razem                 | Razem                 | 5                     | 5                     | 10                    | 20                    |

### Medaliści
| Konkurencja | 1. miejsce            | 2. miejsce            | 3. miejsce                           |           |           |           |
| Mężczyźni   | Mężczyźni             | Mężczyźni             | Mężczyźni                            | Mężczyźni | Mężczyźni | Mężczyźni |
| ----------- | --------------------- | --------------------- | ------------------------------------ | --------- | --------- | --------- |
| Szpada      | Gauthier Grumier      | Jean-Michel Lucenay   | Federico Bollati José Luis Abajo     |           |           |           |
| Floret      | Marco Vannini         | Matteo Zennaro        | Javier Menéndez Jean-Noël Ferrari    |           |           |           |
| Szabla      | Aldo Montano          | Luigi Tarantino       | Jorge Pina Boris Sanson              |           |           |           |
| Kobiety     |                       |                       |                                      |           |           |           |
| Szpada      | Hajnalka Kiraly-Picot | Laura Flessel-Colovic | Veronica Rossi Sara Cristina Cometti |           |           |           |
| Floret      | Astrid Guyart         | Claudia Pigliapoco    | Marta Simoncelli Mélanie Moumas      |           |           |           |